# Нейс Коревар
Нейс Коревар (нід. Nijs Korevaar, 31 грудня 1927 — 1 грудня 2016) — нідерландський ватерполіст і плавець.
Учасник Олімпійських Ігор 1948, 1952 років.
Бронзовий призер Олімпійських ігор 1948 року.
Чемпіон Європи з водних видів спорту 1950 року.